# St.-Anna-Kapelle (Köttingen)

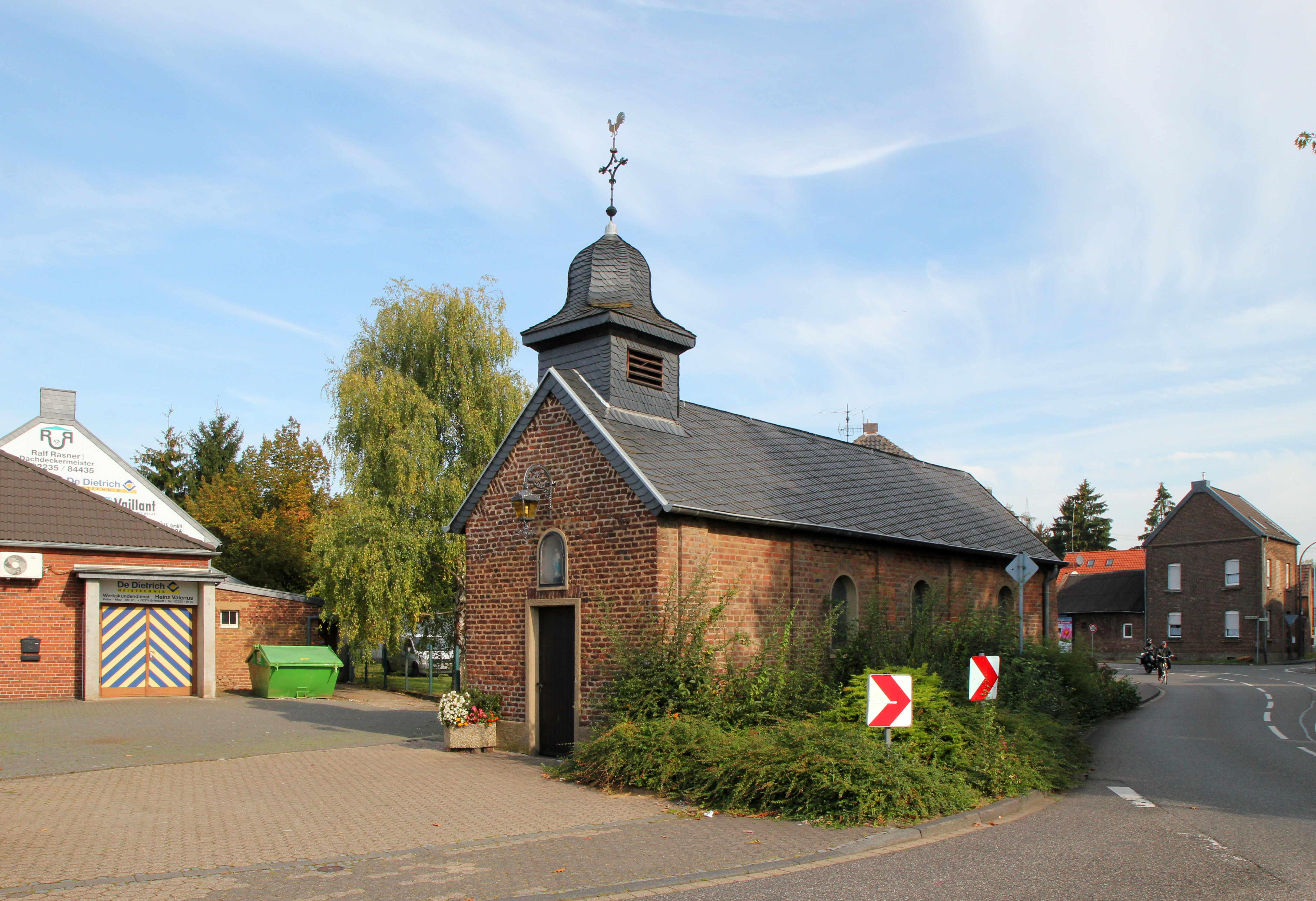
Köttinger St.-Anna-Kapelle

Die St.-Anna-Kapelle in Köttingen, einem Stadtteil von Erftstadt im Rhein-Erft-Kreis, liegt im alten Ortskern an der Peter-May-Straße. Das Gebäude steht unter Denkmalschutz.

## Geschichte
Die St.-Anna-Kapelle ist die Nachfolgerin einer kleinen Fachwerkkapelle, die zu einem Lehnshof des Bonner Stiftes Dietkirchen gehörte. Der Hof war im Besitz des Kölner Klosters St. Pantaleon und wurde in Folge der Säkularisation verkauft.
1840–1841 wurde an Stelle der früheren Kapelle die St.-Anna-Kapelle als vierjochige Backsteinkapelle mit einem dreiseitigen Chorabschluss gebaut.
Als die Kapelle nach dem Wiederaufbau der Kirche St. Joseph nicht mehr für den Gottesdienst benötigt wurde, diente sie vorübergehend als Jugendheim, danach als Lagerstätte für gebrauchte Textilien und Altpapier. Durch Unachtsamkeit kam es 1978 zu einem Brand, bei dem der Dachstuhl mit Dachreiter und die Inneneinrichtung völlig ausbrannten. Spenden und Eigeninitiativen der Pfarrgemeinde ermöglichten den Wiederaufbau. Der Dachreiter erhielt seine alte Glocke zurück, die als Friedhofsglocke nach Liblar abgegeben worden war. Die verbrannte Inneneinrichtung wurde durch eine neue ersetzt. Im Oktober 1982 wurde die Kapelle wieder für den Gottesdienst geweiht.

## Baubeschreibung
Die Längsseiten der vierjochigen Kapelle sind durch Lisenen gegliedert, zwischen denen sich in drei der Joche rundbogige Fenster befinden. Über dem an der Westseite gelegenen Eingang steht in einer rundbogigen Nische eine Madonnenfigur. An der Ostseite ist am Chor der Kapelle unter einem Okulusfenster ein hölzernes Kreuz mit Korpus angebracht. Auf dem mit Schiefer gedeckten Satteldach sitzt ein Dachreiter mit geschweifter Haube.

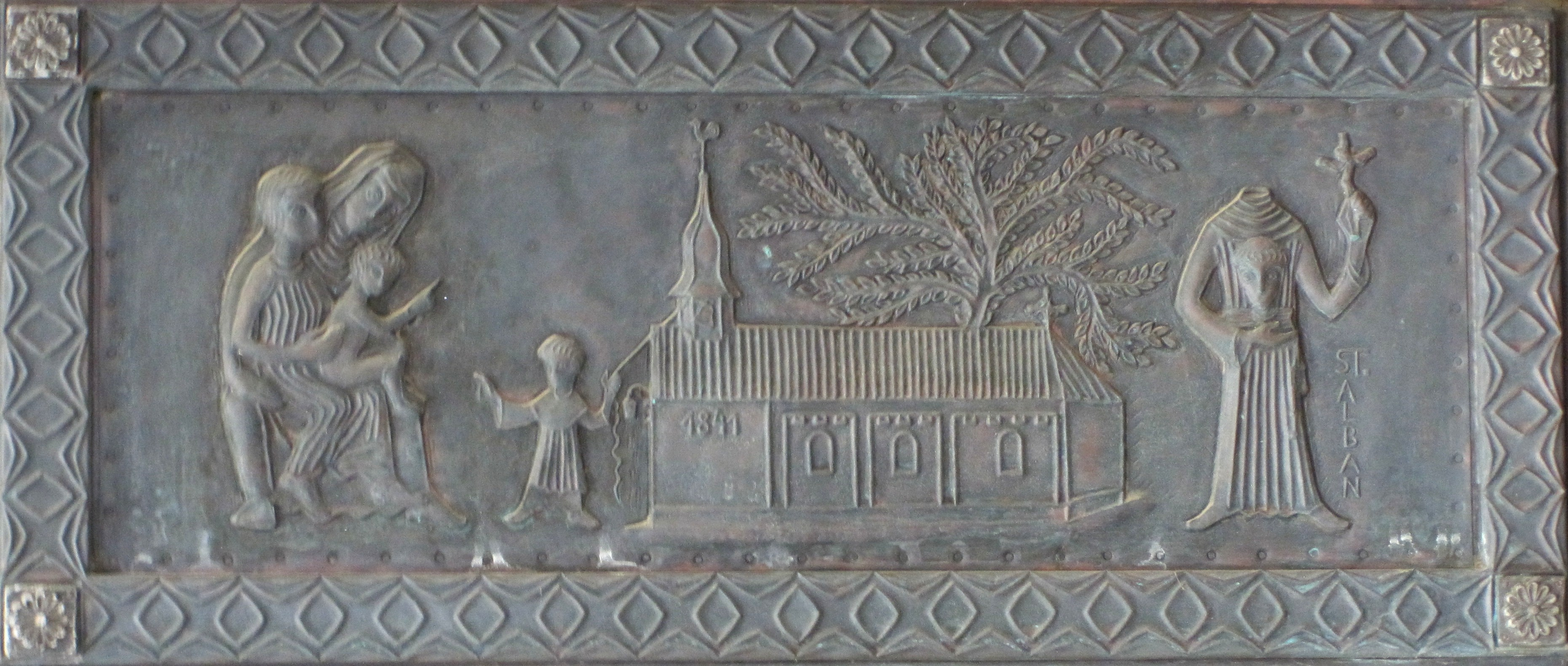
Anna-Kapelle erbaut 1841 Relief von Jakob Riffeler
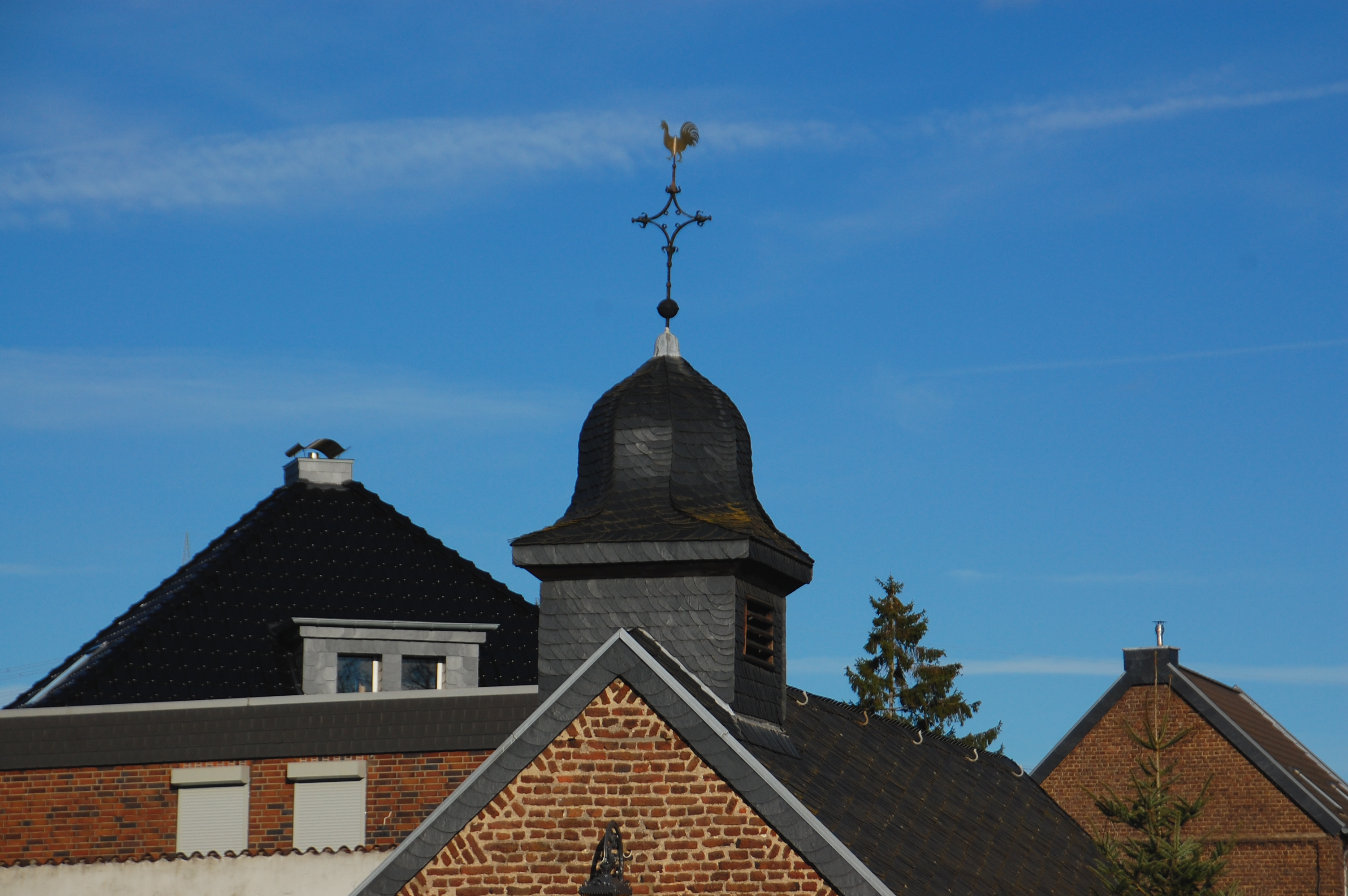
Anna-Kapelle verschieferter Dachreiter mit Haube
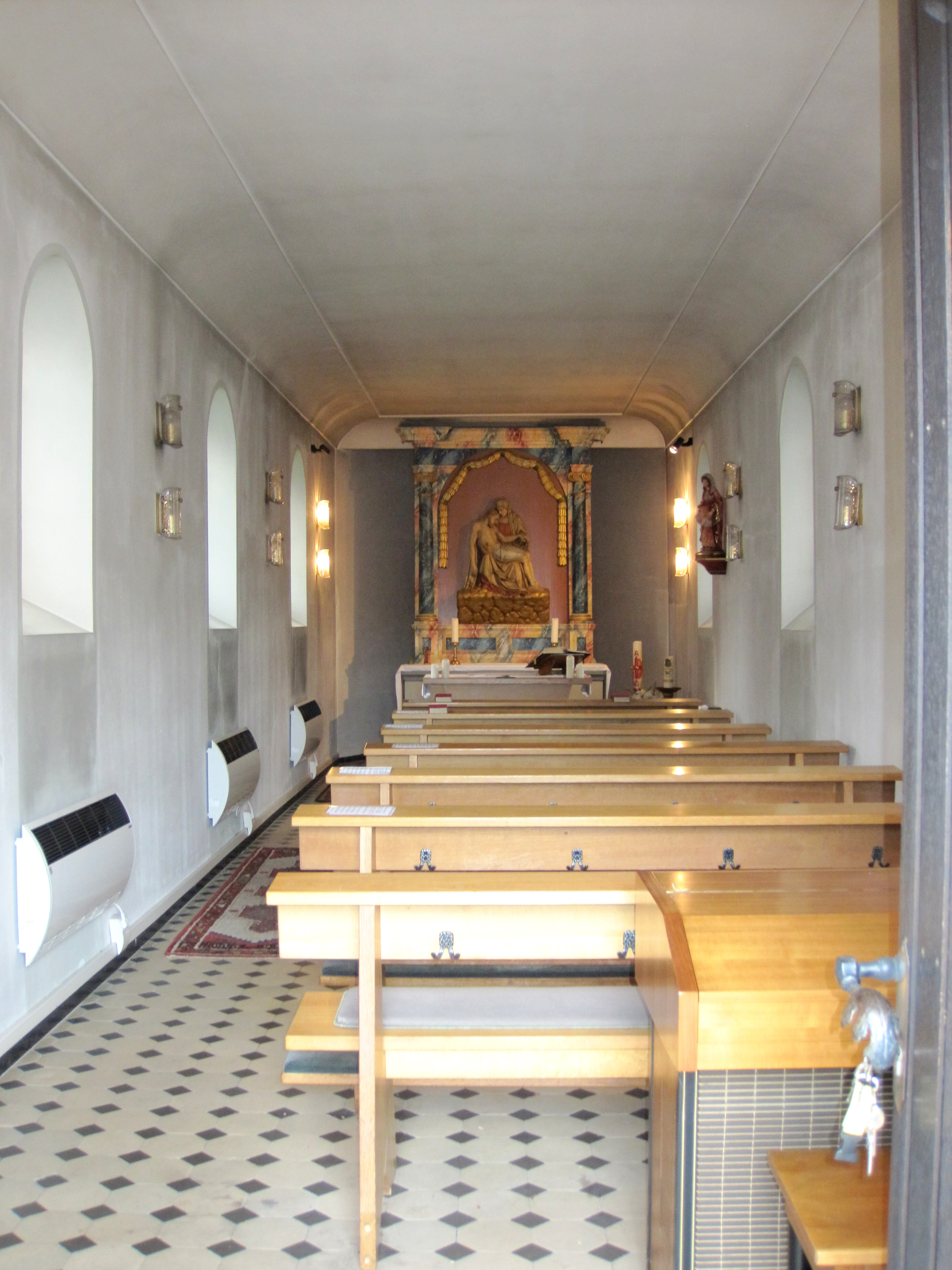
Anna-Kapelle Inneneinrichtung
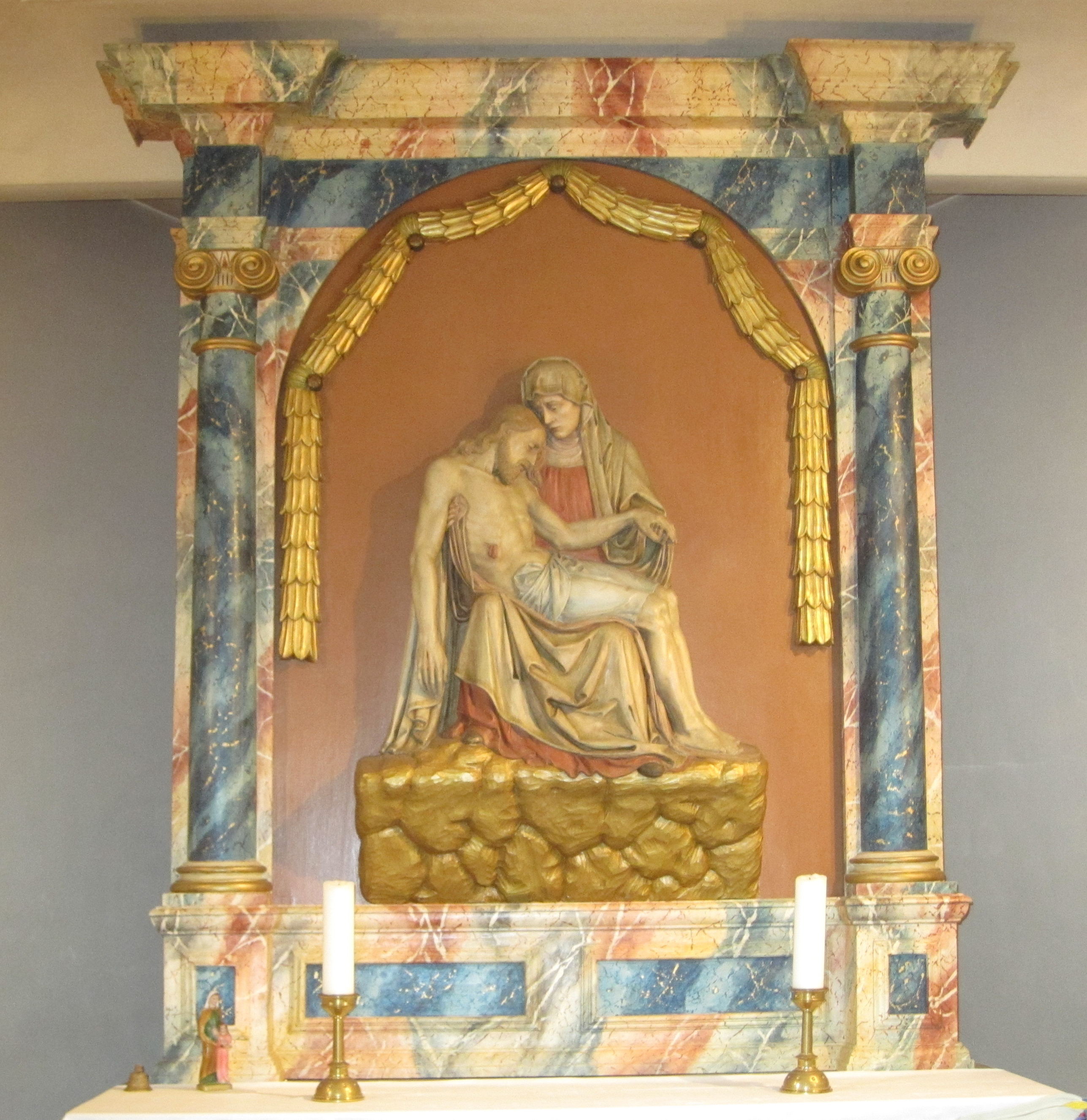
Anna-Kapelle Altarbild

## Nutzung
Die geräumige Kapelle ist für Gottesdienste ausgestattet, die regelmäßig einmal wöchentlich stattfinden.